# Quattordio
Quattordio, (Quatòrdi o Catòrdi en piemontès) és un municipi situat al territori de la província d'Alessandria, a la regió del Piemont (Itàlia).
Limita amb els municipis de Castello di Annone, Cerro Tanaro, Felizzano, Masio, Refrancore i Viarigi.
Pertanyen al municipi les frazioni de Piepasso i Serra.